# Luftlandepanzer

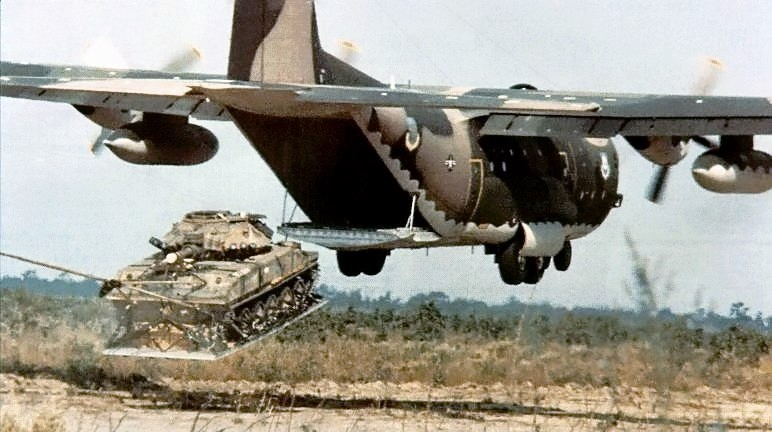
Abwurf eines M551 Sheridan durch eine C-130 mittels LAPES-Methode

Luftlandepanzer sind leicht gepanzerte, luftverlastbare bzw. luftverladbare Panzerfahrzeuge, die für den Einsatz mit Luftlandetruppen mit einem Luftfahrzeug (im Zweiten Weltkrieg Lastensegler, später auch Hubschrauber oder Flugzeuge) im frontnahen Raum bzw. im gegnerischen Hinterland, oft auf unvorbereiteten Plätzen entladen oder an einem Fallschirm abgesetzt werden können.
Unterteilt werden sie in die zwei Hauptkategorien Selbstfahrlafetten, die mit ihrer Kanonenbewaffnung als Artillerie oder zur unmittelbaren Feuerunterstützung und als Panzerjäger zumeist mit einem Panzerabwehrlenkraketensystem ausgerüstet sind, sowie Schützenpanzerwagen der Fallschirmjäger. Die Schützenpanzerwagen oder gepanzerte Transporter werden für die unterschiedlichen Aufgaben Transport von Schützen, Sanitätsfahrzeug, Funk- und Führungsfahrzeug (Kommando-Stabsfahrzeuge), Transport von Nachschub und Treibstoffen sowie Transport von Spezialausrüstung, zum Beispiel für die Aufklärung, verwendet.

## Geschichte

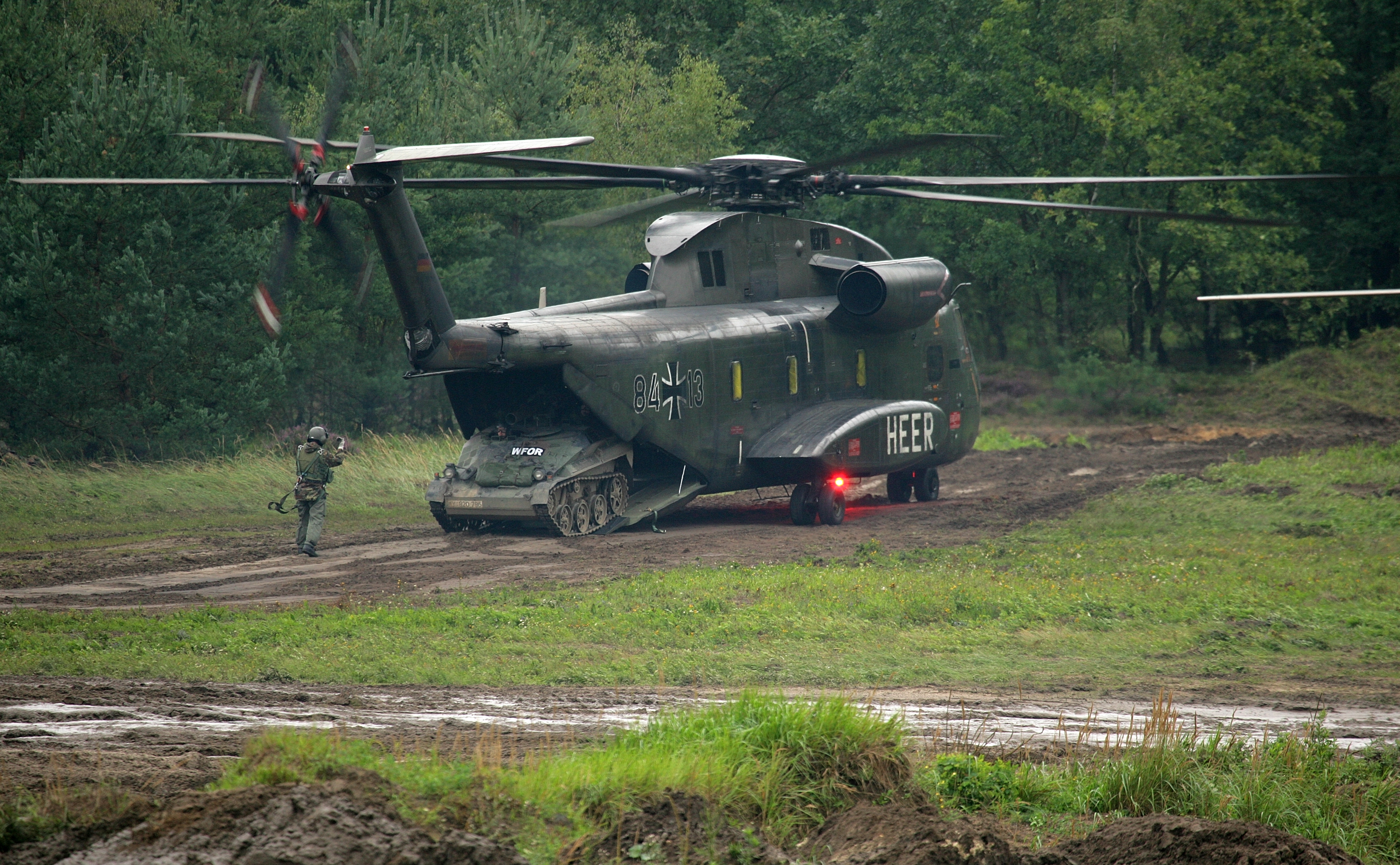
Ein Wiesel der Bundeswehr fährt aus einem CH-53G des Heeres

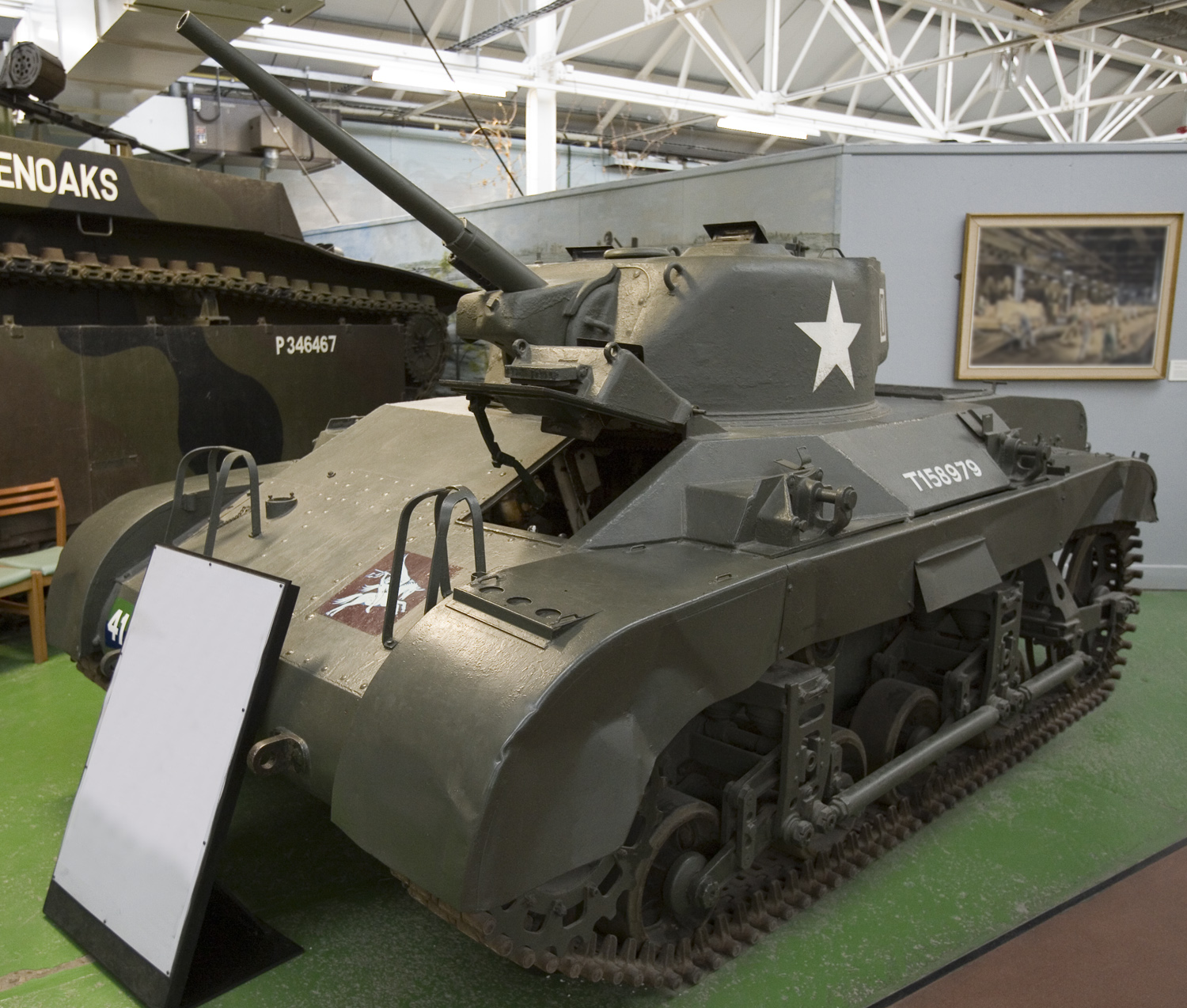
Der luftverlastbare Panzer M22 Locust

Anfang der 1930er-Jahre wurde von den Militärs der Nutzen von Fallschirmtruppen für operative Einsätze im frontnahen Raum oder im tiefen Hinterland des Gegners erkannt. Während in anderen Ländern der Einsatz der Fallschirmtruppen in kleineren Einheiten für Kommandounternehmen vorgesehen war, ging man in der UdSSR davon aus, dass auch große Verbände oder Großverbände per Fallschirm absetzbar sein sollten. Man erkannte auch, dass die persönlichen Waffen (Pistole, Karabiner) nicht ausreichend waren, um erfolgreiche Kampfhandlungen zu erfüllen. Gleichzeitig sollte die Mobilität der Landetruppen erhöht werden.
Konzepte zum Lufttransport und Absetzen schwerer Ausrüstung wie Maschinengewehre, Granatwerfer, Kanonen und Munition, ungepanzerter und vor allem gepanzerter Fahrzeuge für die Luftlandetruppen wurden Anfang bis Mitte der 1930er-Jahre in Projekten erarbeitet und in Manövern erprobt.
Es wurde festgestellt, dass die Verwendung der vorhandenen leichten Panzerfahrzeuge bei der geringen Transportkapazität der Flugzeuge unzweckmäßig war und spezielle Luftlandepanzer entwickelt werden mussten. Dazu war jedoch die Industrie in der UdSSR damals nicht in der Lage.
Der erste als Luftlandepanzer entwickelte Panzer war der amerikanische M22 Locust von 1943, der jedoch erst im Jahre 1945 auf britischer Seite, ebenso wie der Tetrarch, in begrenztem Umfang und mit wenig Erfolg zum Einsatz kam. Dabei war der Kampfeinsatz am D-Day, bei denen diese per Lastensegler eingeflogen wurden, der erste derartige Panzereinsatz der Geschichte.

Nach dem Zweiten Weltkrieg wurden auch in der UdSSR entsprechende Konstruktionen entwickelt und Prototypen erprobt. Im September 1951 wurde die Luftlande-SFL ASU-57 in die Bewaffnung aufgenommen und ging in Serienproduktion. Diese wurde ab 1958 durch den ASU-85 ergänzt und abgelöst und gelangte in die Bewaffnung der Luftlandedivisionen.
Seit Ende der 1960er-Jahre wurden die sowjetischen Luftlandetruppen mit den Schützenpanzerwagen BMD-1, BMD-2, mit dem gepanzerten Transporter BTR-D und der Luftlande-SFL 2S9 „Nona-S“ ausgerüstet.
Ab den 1980er-Jahren kamen der BMD-3 und BMD-4 hinzu. Seit 2005 ist bekannt, dass in den nächsten Jahren eine neue Generation von gepanzerten Luftlandefahrzeugen in den Truppendienst gelangen wird. Es handelt sich dabei um eine ganze Fahrzeugfamilie, bei denen Fahrwerk und Hauptbaugruppen modular und für spezielle Verwendungen modifiziert sind.
In den USA wurde in den 1960er-Jahren der M551-Luftlandepanzer im begrenzten Umfang eingeführt.
In der Volksrepublik China wurde in den 1990er-Jahren der ZBD-03-Luftlandepanzer eingeführt, der konzeptionell mit den sowjetischen Modellen der BMD-Reihe vergleichbar ist.
Der in Deutschland in den 1980er-Jahren entwickelte Waffenträger Wiesel ist ein luftlandefähiger, geschützter 'Luftlandewaffenträger' auf einem Kettenfahrgestell, und ersetzte das Kraka sowie bedingt geländegängige andere leichte Radfahrzeuge, mit dem verschiedene Waffenausstattungen (20-mm-Maschinenkanonen, Panzerabwehrraketen TOW, 120-mm-Mörser oder Fliegerabwehrraketen Stinger) transportiert und ins Gefecht gebracht werden können. Unter dem Arbeitstitel "Luftbeweglicher Waffenträger" wird derzeit ein Ersatz entwickelt, der wie sein Vorgänger per Hubschrauber abgesetzt werden kann.

## Einsatzkonzept
Der Hauptnachteil der Luftlandepanzer ist die aus Gewichtsgründen leichte Panzerung, wodurch die Überlebensfähigkeit gegenüber normalen Panzern und Panzerabwehr sowie Beschuss mit Infanteriewaffen stark einschränkt wird. Auch die relativ geringe Bewaffnung der ersten Generationen unterlag den beschränkten Transportkapazitäten. Um die Abwurf- bzw. Absetzfähigkeit trotz des Einbaus großkalibriger Geschütze zu ermöglichen, wurde teils auf geschlossene Aufbauten verzichtet.
Aufgabe der Luftlandepanzer ist nicht der offene Kampf mit vollwertigen Kampfpanzern. Vielmehr sollen sie die Mobilität der schweren Waffen erhöhen und die Feuerkraft der Fallschirmjäger verstärken. Die mit Panzerabwehrlenkwaffen ausgerüsteten Fahrzeuge sind jedoch in der Lage, stärker gepanzerte Fahrzeuge aus einer Deckung oder einem Hinterhalt heraus auch auf große Entfernungen (bis 5 km) erfolgreich zu bekämpfen.
Die Einsätze der letzten 30 Jahre haben gezeigt, dass Luftlandeeinheiten mit ihren speziellen, gepanzerten Fahrzeugen in der Lage sind, als autonome und vollbewegliche Verbände zu operieren.

## Galerie

Luftlandeoperation – Verschiedene Phasen der Luftlandung
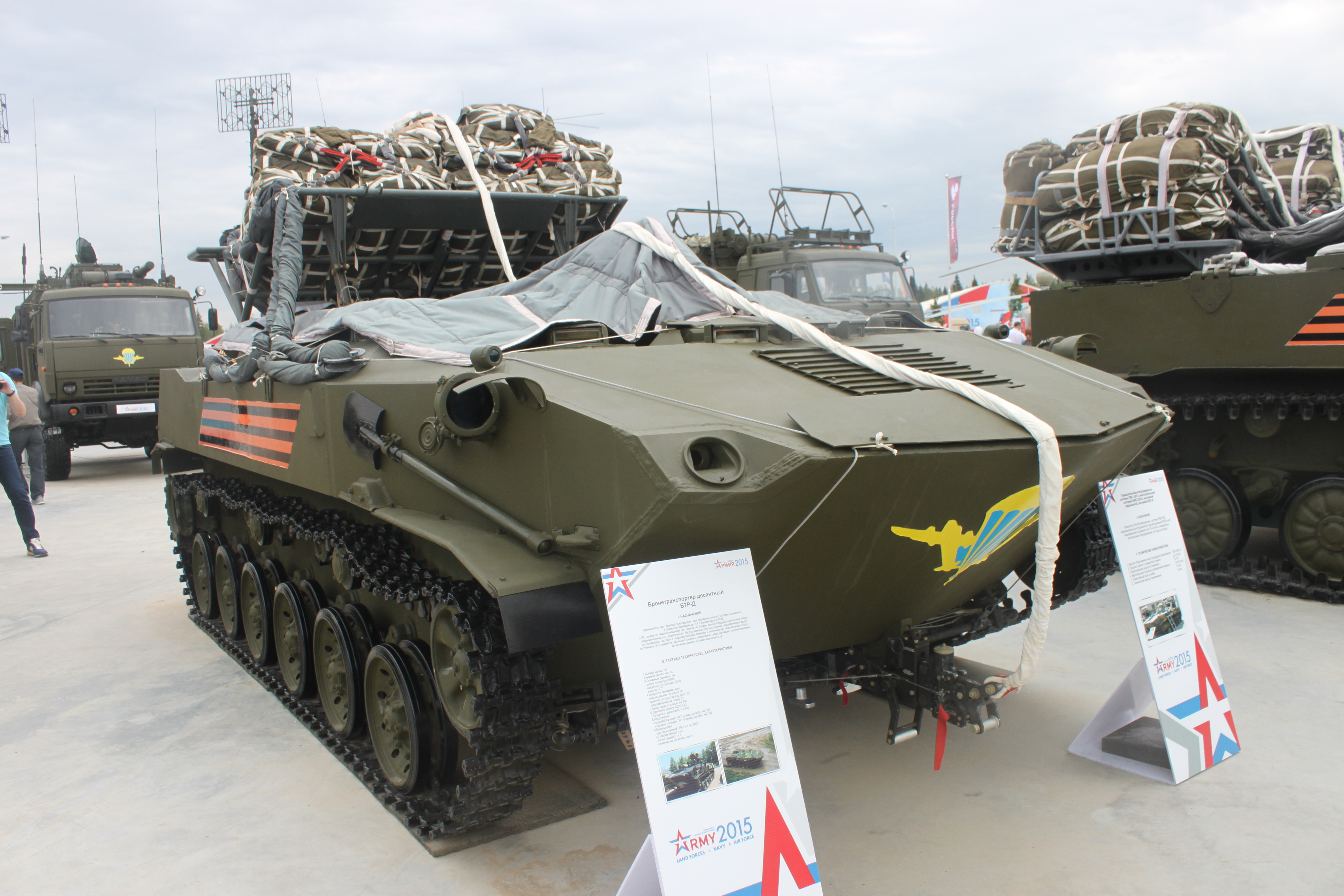
BTR-D mit Fallschirmen
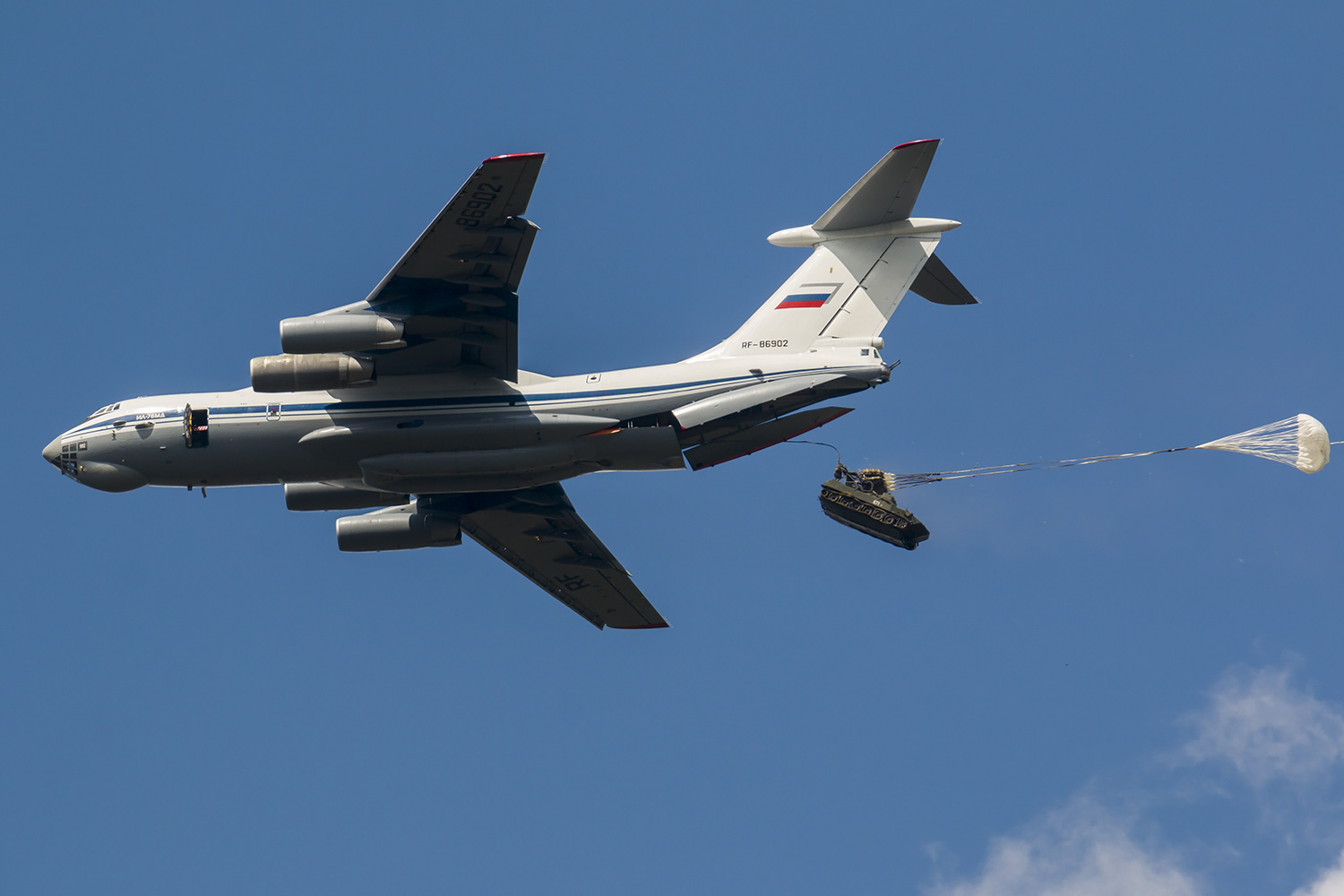
Luftlandepanzer wird aus einer IL-76MD abgeworfen
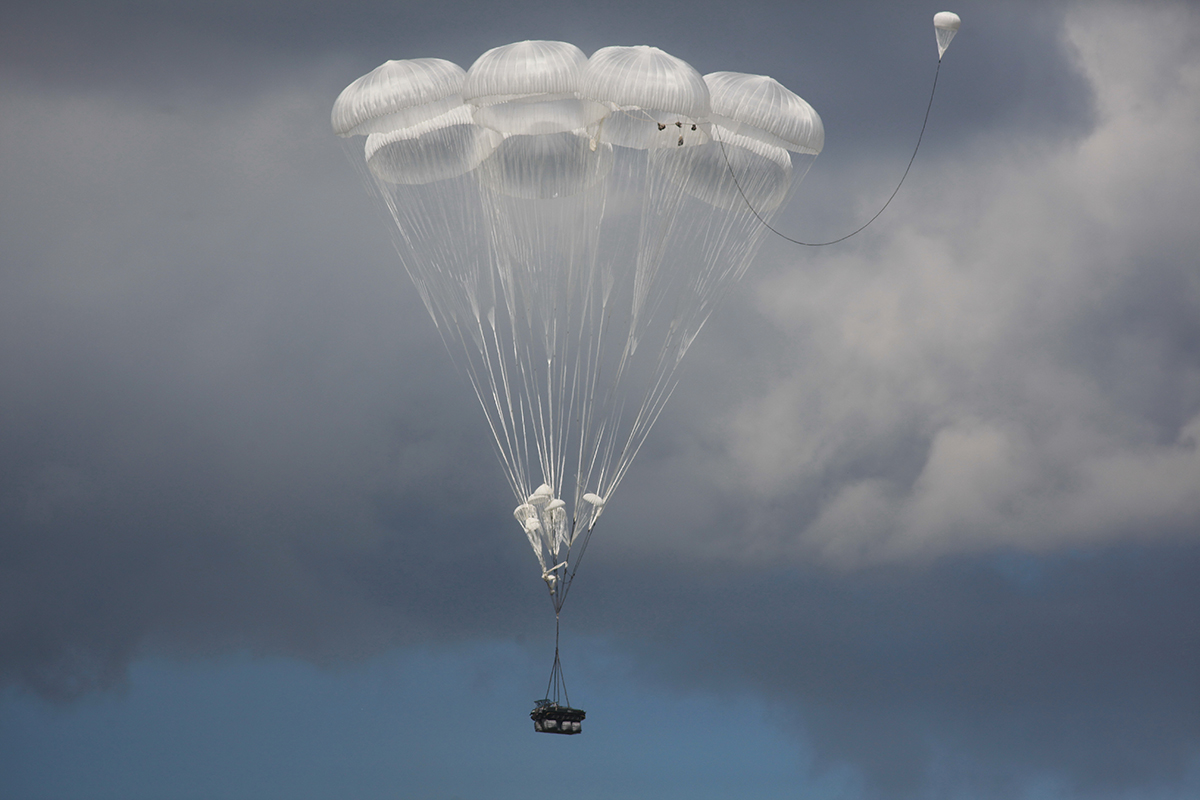
BTR-D an Fallschirmen hängend
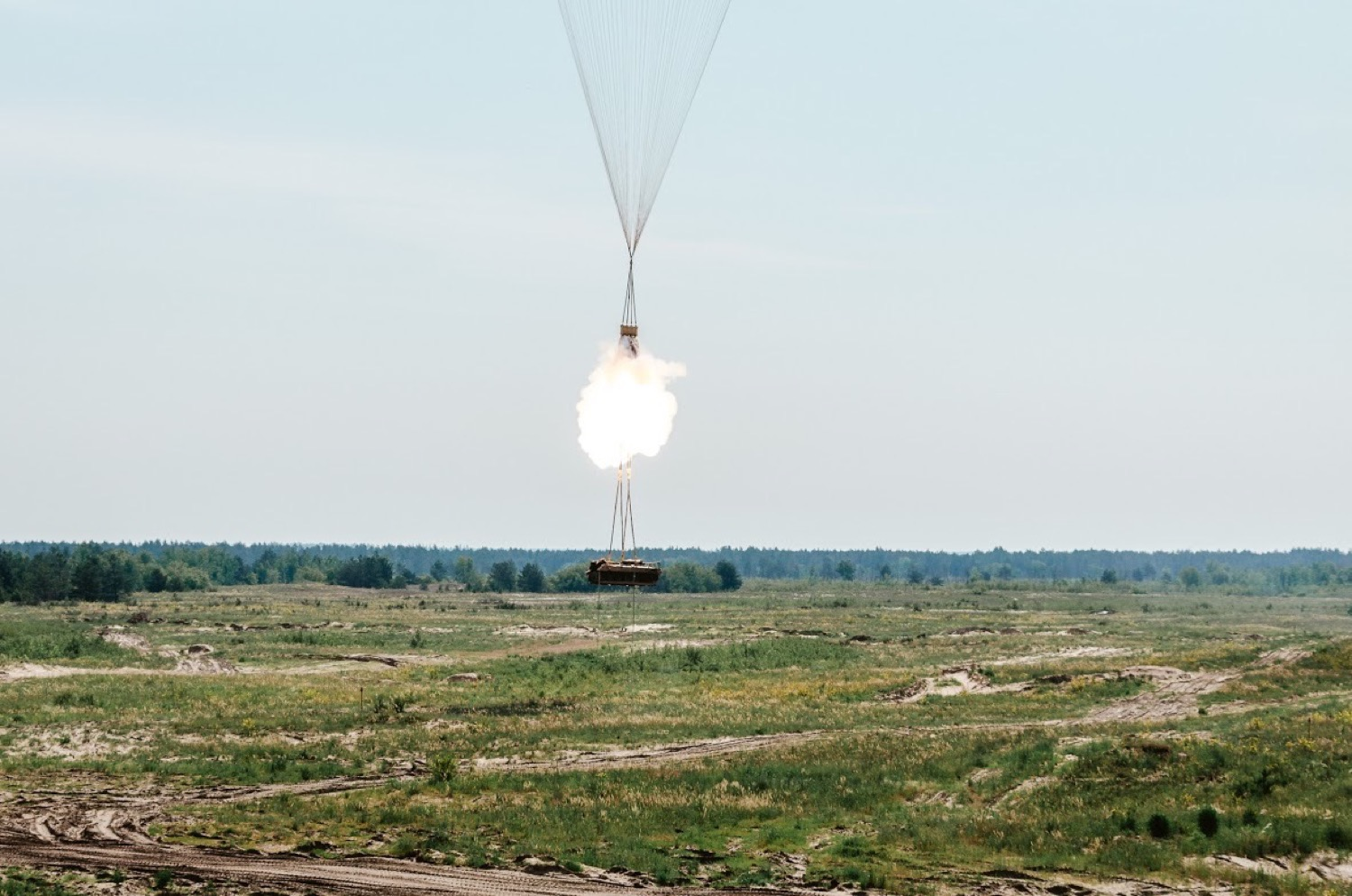
Bremsraketen kurz vor der Landung